# Korupodendron
Korupodendon é um género botânico pertencente à família Vochysiaceae.